# Strijkkwartet nr. 6 (Beethoven)
Het Strijkkwartet Nr. 6 in Bes groot, opus 18/6  is een vierdelige compositie voor strijkkwartet van Ludwig van Beethoven, die in 1800 voltooid werd. Dit kwartet is vooral bekend om het vernieuwende, naar de toekomstige Beethoven verwijzende slotdeel: La Malinconia (De melancholie).

## Ontstaan
Schetsen van dit laatste nummer van opus 18 zijn niet in het schetsboek aanwezig (zie inleiding), maar op losse bladen genoteerd samen met de Pianosonate in Bes opus 22. Ook de geavanceerde opzet van het laatste deel doet vermoeden dat dit deel als het laatste van de 6 nummers van opus 18 is gecomponeerd. Opus 22 (de pianosonate Grande Sonate in Es) en opus 18 nr. 6 blijkt een soort tweeling te zijn met vele parallellen in de compositie (zoals de toonsoort: Es).
Het meest opmerkelijk is ongetwijfeld het langste deel, het slotdeel: La Malinconia. Dit is een inleidend adagio van een harmonisch onontwarbare complexiteit wat qua duister broeiende sfeer volledig contrasteert met een opgewekt en lichtvoetig Allegretto wat zonder enige overgang er naast geplaatst lijkt. Dit contrast tussen Allegro en Adagio lijkt het belangrijkste effect wat het geheel draagt. Men treft dit effect ook aan bij het strijkkwartet nr 13.

## Delen
| opus 15/6 Strijkkwartet Nr 6 (Beethoven) | opus 15/6 Strijkkwartet Nr 6 (Beethoven) | opus 15/6 Strijkkwartet Nr 6 (Beethoven)       | opus 15/6 Strijkkwartet Nr 6 (Beethoven) | opus 15/6 Strijkkwartet Nr 6 (Beethoven) | opus 15/6 Strijkkwartet Nr 6 (Beethoven) | opus 15/6 Strijkkwartet Nr 6 (Beethoven) |
| Opus                                     | deel                                     | Aanduiding                                     | Maatsoort                                | Toonsoort                                | Duur                                     | Opmerking                                |
| ---------------------------------------- | ---------------------------------------- | ---------------------------------------------- | ---------------------------------------- | ---------------------------------------- | ---------------------------------------- | ---------------------------------------- |
| 18/6                                     | I                                        | Allegro con brio                               | 4/2                                      | Bes                                      | ca 5' 43'                                |                                          |
|                                          | II                                       | Adagio, ma non troppo                          | 2/4                                      | Es(es)                                   | ca 6' 57'                                |                                          |
|                                          | III                                      | Scherzo: (Allegro) & Trio                      | 3/4                                      | Bes                                      | ca 3' 07                                 |                                          |
|                                          | IV                                       | La Malinconia: Adagio-Allegretto quasi allegro | 3/8                                      | Es                                       | ca 8' 29                                 |                                          |

## Karakter
1. Muzikantesk en speels Allegro. Twee thema’s (het eerste met stijgende kwinten en met twee dubbelslagen; het tweede met een stijgende toonladder en 4 gerepeteerde noten) leveren het melodisch materiaal. Alla breve.
2. Liedachtige melodie in rustig voortgaande 2/4 maat. Verfijnd uitgesponnen melodieën.
3. Levendig scherzo met ritmische sforzati en syncopen. Van het menuet waar het scherzo ooit uit ontstond is het qua sfeer zeer ver verwijderd.
4. Het duistere en complexe adagio La Malinconia abrupt gevolgd door een snel Allegretto, wat vooral uit een in 3/8 tempo voortsnellende Weense-wals-achtige melodie in de eerste viool bestaat. Na nog 2 abrupte Malinconia-intermezzos een slot met een vurig prestissimo.